# Pino Ammendola
Pino Ammendola, född 2 december 1951 i Neapel, är en italiensk skådespelare.
Han spelade Dario i filmen Göta kanal 2 – kanalkampen. I Italien har han medverkat i ett 80-tal filmer och TV-serier och i nästan dubbelt så många teaterproduktioner. Han har också lånat ut sin röst till italienska versioner av olika tecknade filmer och TV-serier, däribland Simpsons och den animerade filmen Surf's Up.